# Ludovico III di Turingia
Ludovico III di Turingia (1151 o 1152 – Mar Mediterraneo, 16 ottobre 1190) è stato un nobile tedesco, langravio di Turingia.

## Biografia
Ludovico III di Turingia nacque fra il 1151 e il 1152 da Ludovico II di Turingia e da Giuditta "Jutta" di Svevia, della dinastia Hohenstaufen. Apparteneva dunque alla dinastia Ludovingia. Alla morte del padre, ne ereditò il titolo di langravio, mentre al fratello minore Ermanno I ereditò le terre nella regione dell'Assia e sul Reno. Ludovico continuò le politiche già intraprese dal padre continuando la faida con alcune nobili famiglie della Turingia o con i capi di alcune regioni confinanti, quali il casato di Schwarzburg o quello di Ascania oltre che con l'arcivescovado di Magonza.
Essendo nipote, quale fratello di sua madre, di Federico Barbarossa, Ludovico appoggiò anche la sua politica e dapprima si schierò anche con Enrico il Leone e con la casata dei Welfen. Quando poi Enrico entrò in conflitto con Federico e con la casata degli Hohenstaufen, Ludovico ne appoggiò gli avversari in Sassonia nel 1179. Questo appoggio gli fruttò dallo zio la contea palatina di Sassonia nel 1180 che egli, un anno dopo, cedette al fratello minore Ermanno I. Ludovico prese parte alla terza crociata, la parte principale dell'esercito prese la via che passava dai Balcani e dall'Asia minore, mentre lui e i suoi uomini si imbarcarono a Brindisi diretti a Tiro. Raggiunta la Terra santa, Ludovico partecipò all'assedio di San Giovanni d'Acri, ma prima che Federico potesse arrivare Ludovico s'ammalò e decise di rientrare a casa. Ludovico morì in viaggio, non lontano da Cipro il 16 ottobre 1190, le viscere vennero sepolte sull'isola, mentre le ossa vennero portate al monastero di Reinhardsbrunn.

## Matrimoni
Sposò in prime nozze nel 1172 Margherita di Kleve, figlia di Teodorico II, conte di Kleve. Successivamente la ripudiò per consanguineità. Essi ebbero probabilmente una figlia:
- Giuditta, che sposò prima del 1190 Teodorico di Wettin, figlio di Dedo V[1].

Sposò in seconde nozze Sofia di Minsk, vedova del re Valdemaro I di Danimarca.

## Ascendenza
|                          |                      |                              | Genitori                            |  |  | Nonni |  |  | Bisnonni           |  |  | Trisnonni        |  |
|                          |                      |                              |                                     |  |  |       |  |  | Luigi il Saltatore |  |  | Luigi il Barbuto |  |
|                          |                      |                              |                                     |  |  |       |  |  | Luigi il Saltatore |  |  | Luigi il Barbuto |  |
|                          |                      | Cecilia di Sangerhausen      |                                     |  |  |       |  |  | Luigi il Saltatore |  |  |                  |  |
| Ludovico I di Turingia   |                      |                              |                                     |  |  |       |  |  | Luigi il Saltatore |  |  |                  |  |
|                          |                      | Adelaide di Stade            | Lotario Udo II della marca del Nord |  |  |       |  |  |                    |  |  |                  |  |
|                          |                      | Adelaide di Stade            | Lotario Udo II della marca del Nord |  |  |       |  |  |                    |  |  |                  |  |
|                          |                      | Adelaide di Stade            | Oda di Werl                         |  |  |       |  |  |                    |  |  |                  |  |
| Ludovico II di Turingia  |                      | Adelaide di Stade            |                                     |  |  |       |  |  |                    |  |  |                  |  |
|                          |                      | Giso IV, conte di Gudensberg | …                                   |  |  |       |  |  |                    |  |  |                  |  |
|                          |                      | Giso IV, conte di Gudensberg | …                                   |  |  |       |  |  |                    |  |  |                  |  |
|                          |                      | Giso IV, conte di Gudensberg | …                                   |  |  |       |  |  |                    |  |  |                  |  |
| Edvige di Gudensberg     |                      | Giso IV, conte di Gudensberg |                                     |  |  |       |  |  |                    |  |  |                  |  |
|                          |                      | Cunegonda di Bilstein        | Ruggero II di Bilstein              |  |  |       |  |  |                    |  |  |                  |  |
|                          |                      | Cunegonda di Bilstein        | Ruggero II di Bilstein              |  |  |       |  |  |                    |  |  |                  |  |
|                          |                      | Cunegonda di Bilstein        | …                                   |  |  |       |  |  |                    |  |  |                  |  |
| Ludovico III di Turingia |                      | Cunegonda di Bilstein        |                                     |  |  |       |  |  |                    |  |  |                  |  |
|                          | Federico I di Svevia | Federico di Büren            |                                     |  |  |       |  |  |                    |  |  |                  |  |
|                          | Federico I di Svevia | Federico di Büren            |                                     |  |  |       |  |  |                    |  |  |                  |  |
|                          | Federico I di Svevia | Ildegarda di Egisheim        |                                     |  |  |       |  |  |                    |  |  |                  |  |
| Federico II di Svevia    | Federico I di Svevia |                              |                                     |  |  |       |  |  |                    |  |  |                  |  |
|                          |                      | Agnese di Waiblingen         | Enrico IV di Franconia              |  |  |       |  |  |                    |  |  |                  |  |
|                          |                      | Agnese di Waiblingen         | Enrico IV di Franconia              |  |  |       |  |  |                    |  |  |                  |  |
|                          |                      | Agnese di Waiblingen         | Berta di Savoia                     |  |  |       |  |  |                    |  |  |                  |  |
| Giuditta di Hohenstaufen |                      | Agnese di Waiblingen         |                                     |  |  |       |  |  |                    |  |  |                  |  |
|                          |                      | Federico di Saarbrücken      | Siegbert di Saarbrücken             |  |  |       |  |  |                    |  |  |                  |  |
|                          |                      | Federico di Saarbrücken      | Siegbert di Saarbrücken             |  |  |       |  |  |                    |  |  |                  |  |
|                          |                      | Federico di Saarbrücken      | …                                   |  |  |       |  |  |                    |  |  |                  |  |
| Agnese di Saarbrücken    |                      | Federico di Saarbrücken      |                                     |  |  |       |  |  |                    |  |  |                  |  |
|                          |                      | Gisela di Lorena             | …                                   |  |  |       |  |  |                    |  |  |                  |  |
|                          |                      | Gisela di Lorena             | …                                   |  |  |       |  |  |                    |  |  |                  |  |
|                          |                      | Gisela di Lorena             | …                                   |  |  |       |  |  |                    |  |  |                  |  |
|                          |                      | Gisela di Lorena             |                                     |  |  |       |  |  |                    |  |  |                  |  |